# Société de la Couronne du Canada
Ne doit pas être confondu avec Ligue monarchiste du Canada ou Société de la Couronne.
La Société de la Couronne du Canada (en anglais : Crown Society of Canada), anciennement la Société monarchiste du Canada, est un organisme  à but non lucratif visant à promouvoir la monarchie constitutionnelle du Canada, principalement basé dans la province de Québec. En raison d'une interprétation selon laquelle il y avait un manque de motivation de la part d'autres organisations partageant les mêmes idées pour promouvoir l'institution de la Couronne canadienne au Québec, la Société a été créée pour combler ce vide.

## Objectifs de la société
Selon les statuts de l'organisme, la Société de la Couronne du Canada, appelée par les circonstances à s’ajouter aux institutions monarchistes du Canada, est une organisation sans but lucratif à caractère bénévole et au service de ses membres, du programme auquel ses membres font ou ont fait partie ainsi qu’à leur mission de reconnaissance et de rayonnement de la monarchie constitutionnelle canadienne. 
Les objectifs de l'organisation sont les suivants : 
1. Appuyer le monarque du Canada, ses héritiers et ses successeurs, la famille royale, la maison royale, ses représentants canadiens tels que le gouverneur général du Canada et ses lieutenant-gouverneurs ainsi que les institutions royales autorisées dans le cadre de leur activité et en conformité de la loi[2] ;
2. Protéger le patrimoine canadien par la défense de sa monarchie constitutionnelle, son histoire, sa culture, ses coutumes et traditions et ses biens monarchistes (statues, symboles, objets, lieux et monuments, emblèmes, etc.)[2] ;
3. Faire la promotion et le rayonnement de la monarchie constitutionnelle et du Commonwealth[2] ;
4. Offrir aux Canadiens une société solide et vivante permettant de se regrouper, d’échanger, de supporter et protéger les institutions et de reconnaître les Canadiens d’un océan à l’autre dans un réseau dynamique et puissant offrant des opportunités enrichissantes[2].